# Narycia galactodes
Narycia galactodes är en fjärilsart som beskrevs av Edward Meyrick 1915. Narycia galactodes ingår i släktet Narycia och familjen säckspinnare. Inga underarter finns listade i Catalogue of Life.